# Corry Gallas
Cornelia Corry Elizabeth Gallas (* 31. Januar 1885 in Brielle; † 18. Februar 1967 in Den Haag) war eine niederländische Malerin und Zeichnerin.

## Leben und Werk
Corry Gallas wurde am 31. Januar 1885 in Brielle geboren. Sie war die Tochter eines Marineoffiziers und wuchs in Breda auf. Das Staatsexamen im Zeichnen legte sie 1907 ab und ging nach Amsterdam, um an der Rijksakademie van beeldende kunsten zu studieren. Dort war sie Schülerin von Nicolaas van der Waay. Noch während sie an der Rijksakademie studierte, reichte sie eine Zeichnung zur Ausstellung „Die Frau 1813–1913“ ein, für die sie eine Medaille dritter Klasse erhielt. Ein königliches Stipendium für drei Jahre erhielt sie im März 1914 und nach dem Abschluss ihrer Ausbildung unternahm sie Studienreisen nach Rom, Florenz, Venedig, Algerien und Norwegen.
In den Niederlanden ließ sie sich nach ihrer Studienreise in Amsterdam nieder und wurde Mitglied der Kunstenaarsvereniging Sint Lucas wurde. Sie stellte im Rahmen der Ausstellungen der Vereinigung aus. Nachdem sie nach Den Haag gezogen war, begann sie zu malen und erwarb sich einen Ruf als Porträtmalerin. So porträtierte sie Dionisio Anzilotti und Rafael Altamira, beide Richter am Ständigen Internationalen Gerichtshof im Friedenspalast, auch den Journalisten Jan Feith als Golfer. Mit diesem Porträt nahm sie an den Kunstwettbewerben der Olympischen Sommerspiele 1932 teil. An einer Ausstellung der Schilderessenvereniging ODIS beteiligte sie sich 1936, kurz danach zog sie nach London. Dort blieb sie während der Kriegsjahre. In London arbeitete sie weiter als Porträtmalerin. In den 1950er Jahren kehrte sie nach Den Haag zurück und erhielt Aufträge für Porträts von örtlichen Aristokraten. Sie malte auch andere Personen, wie Polizisten, wenn sie vom Aussehen dieser Menschen fasziniert war. Werke von ihr befinden sich unter anderem im Kröller-Müller Museum.
Corry Gallas starb am 18. Februar 1967 in Den Haag.